# Tysklands damlandslag i innebandy
Tysklands damlandslag i innebandy representerar Tyskland i innebandy på damsidan.

## Historik
Laget spelade sin första landskamp den 14 maj 1995, då man förlorade med 1-4 mot Ryssland i Jona under Öppna Europamästerskapet.

### Fotnoter
1. ↑  Olsson, Persson, Olsson, Persson. Innebandy. Rabén & Sjögren